# Llista de reis dels francs
Els regnes francs foren governats per dues dinasties principals: els merovingis (que fundaren el regne) i després els carolingis. És difícil traçar una cronologia dels governants francs perquè, seguint la vella tradició germànica, el regne sovint es dividia entre els fills del rei en el moment de la seva mort i més endavant es tornava a unificar.

## Merovingis
| Faramund 370 – 427 (probablement llegendari) |
| Clodió 427 – 448                             |
| Meroveu 448 – 457                            |
| Khilderic I, 457 – 481                       |
| Clodoveu I, 481 – 511                        |

A la mort de Clodoveu, el regne fou dividit entre els seus quatre fills.
| Austràsia (Reims)                                                                              | Orleans | Soissons               | París (o Lutècia)                                |
| ---------------------------------------------------------------------------------------------- | --- | ---------------------- | ------------------------------------------------ |
| - Teodoric I, 511 – 534 - Teodebert I, 534 – 548 - Teodobald, 548 – 555 - Clotari I, 555 – 561 | - Clodomir, 511 – 524 A la seva mort, el regne fou dividit entre Clotari I, rei de Soissons, i Khildebert I, rei de París. | - Clotari I, 511 – 561 | - Khildebert I, 511 – 558 - Clotari I, 558 – 561 |
| Clotari I, 558 – 561                                                                           | |                        |                                                  |

Clotari (de Soissons) aconseguí finalment conquerir els altres tres regnes després de la mort dels seus germans (o els seus successors). A la seva pròpia mort, el regne es tornà a dividir en Austràsia (est), Borgonya, Nèustria (oest) i París.
| Austràsia (Metz) | Borgonya (Orleans) | Nèustria (Soissons)                              | París |
| --- | --- | ------------------------------------------------ | --- |
| - Sigebert I, 561 – 575 - Khildebert II (570-595), 575 – 595 - Teodobert II, 595 – 612 - Teodoric II, 612 – 613 - Sigebert II, 613 - Clotari II, 613 – 629 | - Guntram, 561 – 592 - Khildebert II (570-595), 592 – 595 - Teodoric II, 595 – 613 - Sigebert II, 613 - Clotari II, 613 – 629 | - Khilperic I, 567 – 584 - Clotari II, 584 – 629 | - Caribert I, 561 – 567 Després de la seva mort, el regne fou dividit entre els germans Guntram (que en rebé la major part), Sigebert I i Khilperic I. |
| Clotari II, 613 – 629 | Clotari II, 613 – 629 | Clotari II, 613 – 629                            | Aquitània |
| Dagobert I, 629 – 639 | Dagobert I, 629 – 639 | Dagobert I, 629 – 639                            | - Caribert II, 629 – 632 - Khilperic, 632 Tots dos morts per Dagobert I, que recuperà el control dels territoris concedits el 629.                     |

Després de la mort de Dagobert I, el regne es tornà a dividir, aquesta vegada en Austràsia i Nèustria – Borgonya.
| Austràsia | Nèustria i Borgonya                                                             |
| --- | ------------------------------------------------------------------------------- |
| - Sigebert III, 639 – 656 - Khildebert l'Adoptat, 656 – 657/661 - Clotari III (652-673), 657/661 – 662 - Khilderic II, 662 – 673 | - Clodoveu II, 639 – 658 - Clotari III (652-673), 658 – 662 - Teodoric III, 673 |
| Khilderic II, 673 – 675 |                                                                                 |
| Clodoveu III, 675 – 676 |                                                                                 |
| Dagobert II, 676 – 679 | Teodoric III, 676 – 679 (segon regnat)                                          |
| Teodoric III 679 – 691 |                                                                                 |
| Clodoveu IV, 691 – 695 |                                                                                 |
| Khildebert III, 695 – 711 |                                                                                 |
| Dagobert III, 711 – 715 |                                                                                 |
| Khilperic II, 715 – 721 |                                                                                 |
| Teodoric IV, 721 – 737 |                                                                                 |
| tron vacant, 737 – 743 |                                                                                 |
| Khilderic III, 743 – 751 |                                                                                 |

## Carolingis
En un primer moment, els carolingis ocupaven el prestigiós càrrec de majordom de palau sota els reis merovingis del subregne d'Austràsia i, posteriorment, el regne franc reunificat:
- Arnulf de Metz (582-640)
- Pipí de Landen (580-640), o Pipí I el Vell, 628-639
- Pipí d'Héristal (640-714), o Pipí II, 687-714
- Carles Martell (690-741), 714-741
- Carloman (716-754), 741-747
- Pipí III el Breu (714-768), 747-751

Quan Pipí III esdevingué rei, els carolingis succeïren als merovingis al tron dels francs:
| Pipí III el Breu (714-768), 751-768                    |
| Carlemany (742-814), 768-814 (en solitari des del 771) |
| Lluís I el Pietós (778-840), 814-840                   |

El 843, el Tractat de Verdun dividí el regne franc entre els fills de Lluís I. La taula següent només inclou els membres de la dinastia carolíngia a les tres subdivisions que conformen el nucli del que posteriorment esdevindria França i el Sacre Imperi Romanogermànic, cadascuna amb les dues dinasties regnants.
| Regne occidental | Itàlia, Provença, Borgonya i Lotaríngia | Regne oriental |
| --- | --- | --- |
| Els noms marcats amb (*) són robertins i els noms marcats amb (**) són bosònides, ambdues famílies relacionades amb els carolingis de manera distant. - Carles II el Calb (823-877), 843-877, emperador 875-877 - Lluís II el Quec (846-879), 877-879 - Lluís III el Jove (863-882), 879-882 - Carloman II († 884), 879-884 (a Aquitània), 882-884 (a tot el regne occidental) - Carles el Gras (839-888), 884-887, emperador 881-887 - Odó I * († 898), 888-898 - Carles III el Simple (879-929), 898-922 - Robert I * (865-923), 922-923 - Raül de Borgonya ** (ca. 890-936), 923-936 - Lluís IV (914-984), 936-954 - Lotari († 986),954-986 - Lluís V l'Indolent, 986-987 A partir d'aquest moment, la dinastia Capet passà a governar França. Vegeu Llista de reis de França. | - Lotari I (795-855), 795-855, emperador 817-855 Després de la seva mort, els territoris centrals foren dividits entre els seus fills en tres parts: Itàlia, Provença i Lotaríngia. Itàlia - Lluís II (825-875), 839-875, emperador 855-875 - Carles II el Calb (823-877), 843-877, emperador 875-877 - Carloman de Baviera (830-880), 877-879 - Carles el Gras (839-888), 879-887, emperador 881-887 A partir del 887, el tron italià i imperial fou disputat entre els grans feudataris i Arnulf de Caríntia, fill natural de Carloman de Baviera. Vegeu Llista de reis d'Itàlia. Provença - Carles de Provença (845-863), 855-863 - Lluís II (825-875), 863-875, emperador 855-875 - Carles II el Calb (823-877), 843-877, emperador 875-877 - Lluís II el Quec (846-879), 877-879 Després de la mort de Lluís el Quec, els grans feudataris de Provença elegiren Bosó I. Vegeu Llista de governants de Provença. Lotaríngia - Lotari II (835-869), 855-869 Com a resultat del Tractat de Meerssen, Lotaríngia fou dividida entre Carles II el Calb, que es quedà amb la part occidental i el títol reial, i Lluís II el Germànic, que es quedà amb la part oriental. - Carles II el Calb (823-877), 870-877 (Lotaríngia occidental), emperador 875-877 - Lluís II el Germànic (804-876), 870-876 (Lotaríngia oriental) - Lluís II el Quec (846-879), 877-879 (Lotaríngia occidental) - Lluís III el Jove (835-882), 876-880 (Lotaríngia oriental), 880-882 (tot Lotaríngia) - Carles el Gras (839-888), 882-887, emperador 881-887 - Arnulf de Caríntia (850-899), 887-895 - Zwentibold (870/1-900), 895-900 fill d'Arnulf de Caríntia amb una concubina - Lluís IV el Nen (893-911), 900-911 - Carles III el Simple (879-929), 911-922 Després d'aquest darrer, Lotaríngia fou annexada al Regne d'Alemanya sota Enric I de Saxònia. Vegeu Llista de reis d'Alemanya. | - Lluís II el Germànic (804-876), 843-876 - Carloman de Baviera (830-880), 876-879 (a Baviera) - Lluís III el Jove (835-882), 876-882 (al nord: Francònia, Saxònia i Turíngia), 879-882 (també a Baviera) - Carles el Gras (839-888), 876-882 (al sud: Alamània), 882-887 (tot el regne oriental), emperador 881-887 - Arnulf de Caríntia (ca. 850-899), 887-899, emperador 896-899 - Lluís IV el Nen (893-911), 899-911 Després d'aquest darrer, Conrad I de Francònia regnà entre el 911 i el 918 i fou seguit per la dinastia otoniana, moment que es considera l'inici del Sacre Imperi Romanogermànic. Enric I de Saxònia regnà entre el 919 i el 936 i fou succeït pel seu fill, Otó I, que regnà des del 936 fins al 962, any en el qual fou coronat emperador i continuà regnant com a tal fins al 973. Vegeu Llista de reis d'Alemanya. |